# Королевский драматический театр
Королевский драматический театр (Драматен; швед. Kungliga Dramatiska Teatern) — шведский национальный театр, основанный в 1788 году.
В 1780-е годы представитель просвещённого абсолютизма Густав III и его фаворит Армфельт занялись реформой шведских театров. Тогда в Стокгольме появились собственный оперный и драматический театры.
Ныне существующее здание в стиле модерн было возведено в 1908 году по проекту архитектора Фредрика Лильеквиста. Украшением театра занимались Карл Миллес и Карл Улоф Ларссон. Открылся 18 февраля 1908 года постановкой исторической драмы Августа Стриндберга «Мастер Улоф».
Театром, среди прочих, руководили Улоф Муландер (1934-38), Рагнар Юсефсон (1948-51), Ингмар Бергман (1963-66) и Эрланд Юсефсон (1966-75).
Из Драматической школы (англ.) при театре вышли многие известные режиссёры и актёры, в том числе Грета Гарбо, Макс фон Сюдов, Гуннар Бьёрнстранд, Сигне Хассо, Биби Андерссон, Пернилла Аугуст, Аугуст Фальк.

## История
Первый шведский театр открылся в Болхусете и Лейонкулане в 1667 году, в котором работали только иностранные труппы. Хотя пьесы иногда были открыты для публики, он оставался более менее придворным театром. Первая шведская пьеса «Den Svenska Sprätthöken», была поставлена в 1737 году первой шведской театральной труппой. Шведский театр был переделан из театра королевой Пруссии Луизой Ульрикой после сезона 1753—1754 годов, а театр был передан французской труппе.
В 1825 году старое дворцовое здание театра загорелось во время спектакля и полностью сгорело. Театр теперь располагался в том же здании, что и Опера на протяжении сорока лет.